# 95 (عدد)
95 (خمسة وتسعين) هو عدد طبيعي يلي العدد 94 ويسبق العدد 96.